# Semana Santa en Ciudad Real

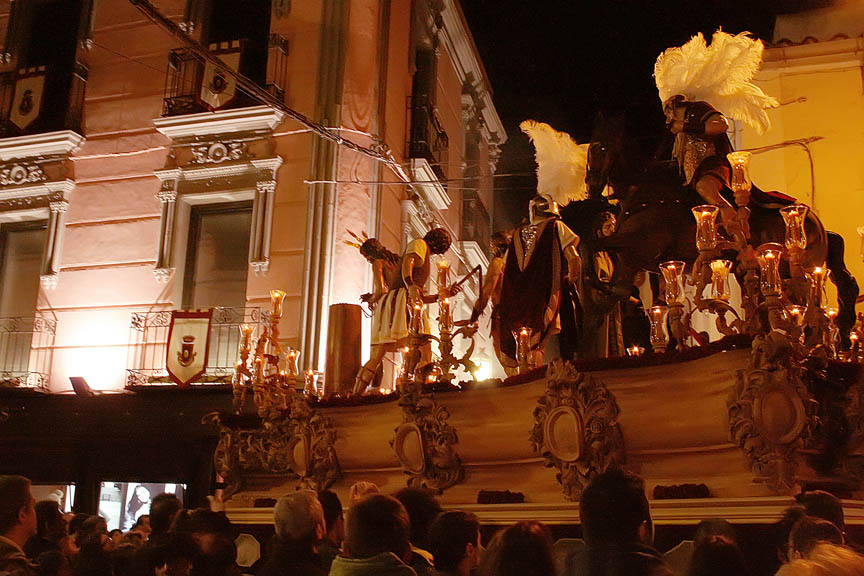
Misterio de la Flagelación en la esquina Feria-Prado

La Semana Santa de Ciudad Real es uno de los más importantes acontecimientos que se produce cada año en la ciudad, desde el punto de vista religioso y cultural, celebrándose en la semana del primer plenilunio de la primavera, que da muestras de su antiquísima tradición basada en celebraciones paganas anteriores al Cristianismo.
La semana abarca desde el Domingo de Ramos hasta el siguiente domingo, Domingo de Resurrección, procesionando cada día imágenes representando la Pasión de Cristo sumando en su totalidad a 24 hermandades con 32 pasos (portados en casi su totalidad por costaleros) que aglutinan a más de 5.000 cofrades. La Semana Santa de Ciudad Real está declarada de Interés Turístico Nacional desde el 14 de febrero de 2006. En la Semana Santa de 2017 se estableció la carrera oficial, comenzando en la Plaza Mayor y finalizando frente al Camarín de la Virgen del Prado.

## Domingo de Ramos por la mañana

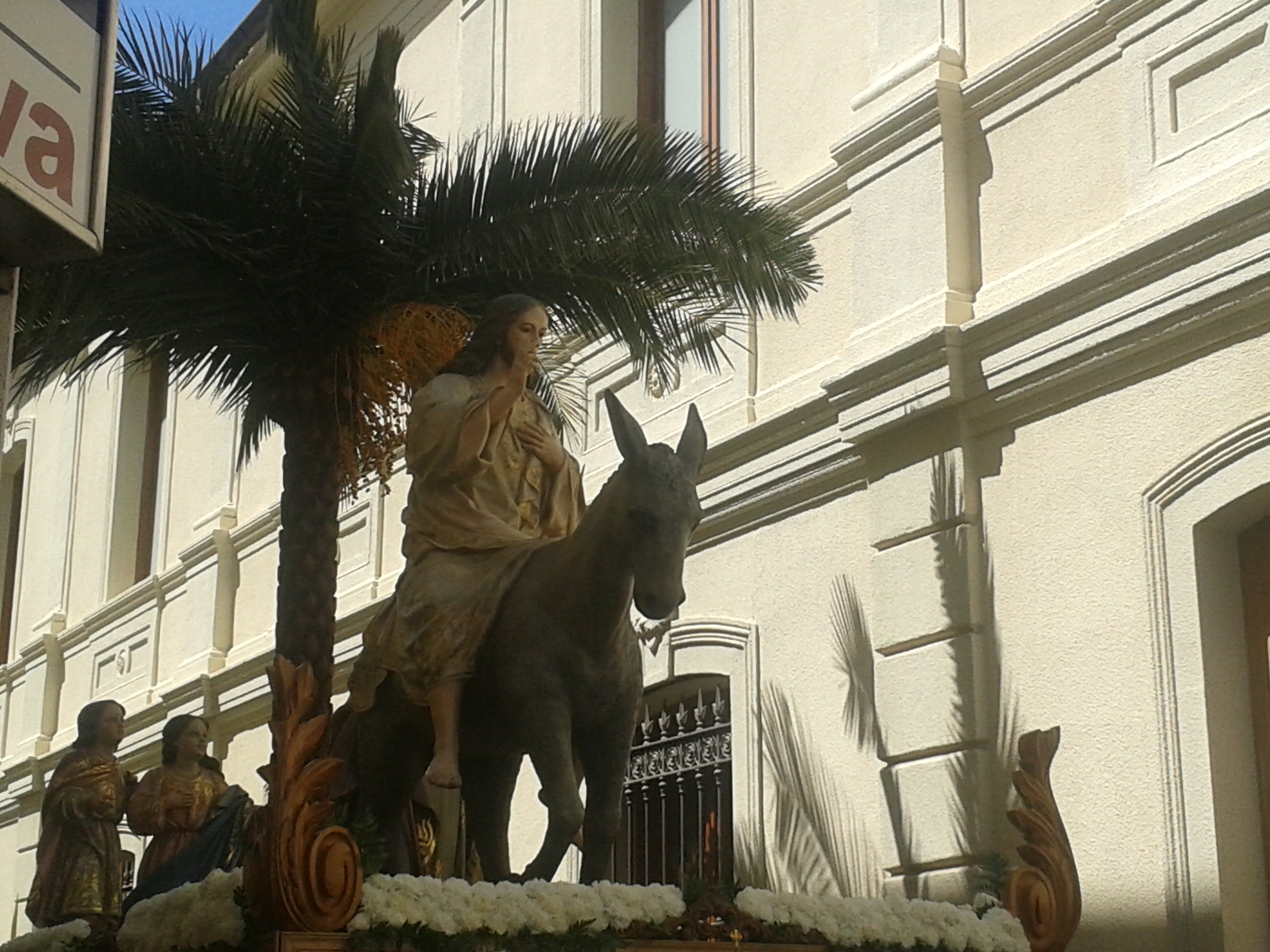
Entrada de Jesús en Jerusalén. 2014

Hermandad de las Palmas, conocida popularmente como "La Borriquilla". Fundada en 1944 al calor de la Congregación Mariana, cuenta con dos pasos. El primero el Niño de la Paz, obra anónima que data del sigo XVII, donada a la Hermandad por una familia ilustre de la ciudad, el segundo paso representa la entrada del Señor en Jerusalén subido en un pollino, obra del taller de José Rabasa Pérez y adquirida por mediación de José Mur.

## Domingo de Ramos por la Tarde

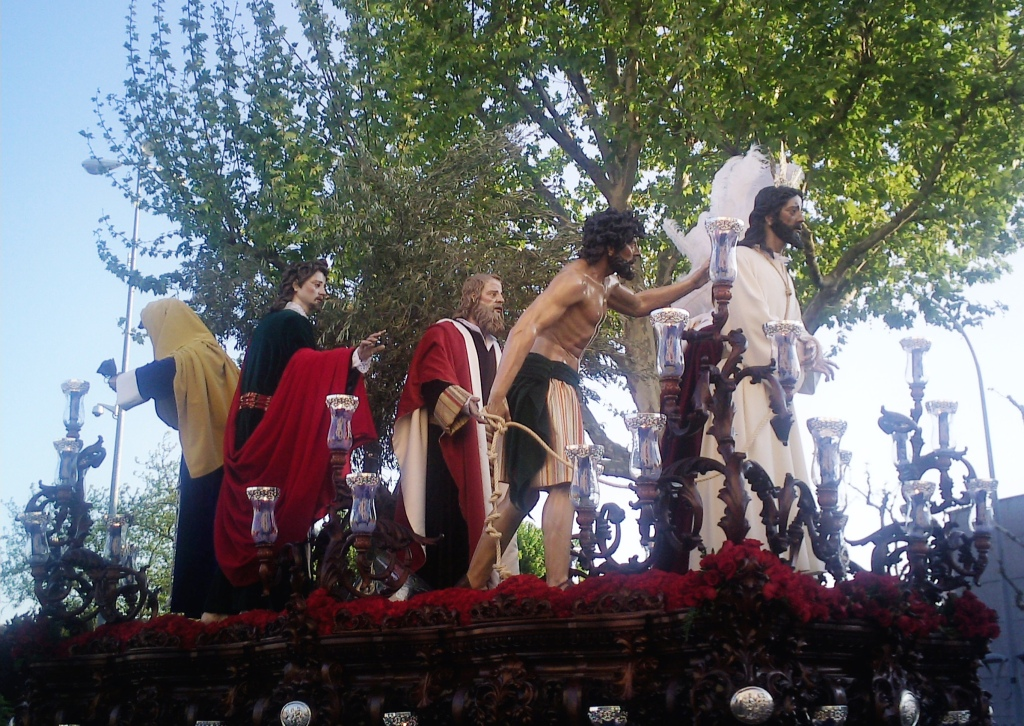
Hermandad del Prendimiento, Jesús Cautivo

Hermandad del Prendimiento de Jesús Cautivo y Maria Stma. de la Salud, popularmente como "El Prendimiento". Es la más joven de las Hermandades de Ciudad Real, fundada el 29 de mayo de 1999 aprobada el 30 de julio por el Obispado. Hizo estación de penitencia la tarde del Domingo de Ramos por primera vez en el año 2000 con el paso de Jesús Cautivo del escultor Miguel Ángel González Jurado. La imagen fue bendecida el 19 de febrero. Desgraciadamente la presencia de la lluvia obligó a la hermandad a volverse en esta primera salida penitencial. También cuenta como titular con María Stma. de la Salud, que procesión por primera vez durante la Semana Santa de 2017.
Hermandad del Stmo. Cristo Ultrajado y Coronado de Espinas y Stma. Virgen del Perdón, popularmente como "La Coronación de Espinas". Fundada el 1 de mayo de 1992, entrando a formar parte por aprobación unánime en la Asociación de Cofradías de Semana Santa de Ciudad Real el 13 de octubre de ese mismo año. Es una de las más jóvenes hermandades de Ciudad Real, pues su primera procesión fue la madrugada del Viernes Santo de 1994. En 1998 procesionó por primera vez la imagen sin palio de Santa María del Perdón. Tradicionalmente esta Hermandad ha venido realizando su estación de penitencia en la noche del Jueves Santo. En 2008 es aprobado en asamblea general el cambio de día de la estación de penitencia procesionando desde 2009 en la tarde del Domingo de Ramos.

## Lunes Santo
Via Crucis: Organizado por el Arciprestazgo de Ciudad Real, encabeza cada grupo una Parroquia. El último y numerosísimo grupo lo preside tradicionalmente el Cristo de la Buena Muerte de la Hermandad del Silencio, aunque los años precedentes, se ha turnado con el Cristo de la Piedad (1997) en el cincuenta aniversario y el Cristo de la Caridad - Longinos (1998). La última estación se ora dentro de la catedral por el Sr. Obispo ante todos los fieles que han participado en el Vía Crucis y dado que se supera la cabida del templo, muchos deben escucharla a través de la megafonía instalada en el exterior en los jardines del Prado. El Vía Crucis del 2000 fue especial ya que se hizo un único y gran grupo con motivo del año Jubilar.

## Martes Santo por la Tarde

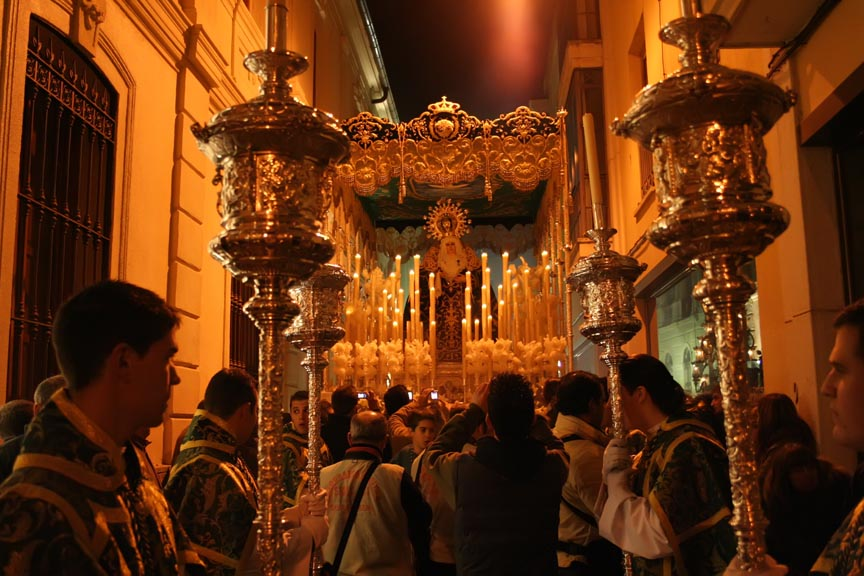
La Esperanza en el Pasaje de la Merced

Archicofradía de Nuestro Padre Jesús Nazareno de Medinaceli, popularmente como "Medinaceli". Fundada el 22 de agosto de 1952. A su fundación se intentó en vano constituir la Cofradía en diversos templos de la ciudad, hasta que acudieron a la Iglesia de Nuestra Señora del Pilar. Desde la fundación de la hermandad la imagen del titular ha sido una de las más veneradas, es filial de la archicofradía de Jesús de Medinaceli de Madrid, realizando todos los años una peregrinación para visitar a Nuestro Padre Jesús de Medinaceli de Madrid, donde se realiza una Misa por el titular.
Hermandad de la Virgen de la Esperanza, popularmente como "La Esperanza". Fundada en 1953 vinculada a los Agentes de Comercio de la ciudad. Talla de José Rabasa Pérez. Procesiona bajo palio plateado con un manto bordado en oro fino a realce sobre terciopelo verde que antes de cambiar la forma de portar el paso a costal, medía cuatro por ocho metros, con una larga cola que sobresalía más de seis metros del trono. Dicho manto fue confeccionado en la casa "Julián Cristóbal" de Madrid. En 1960 estrenó un palio en consonancia con el manto.

## Martes Santo por la Noche

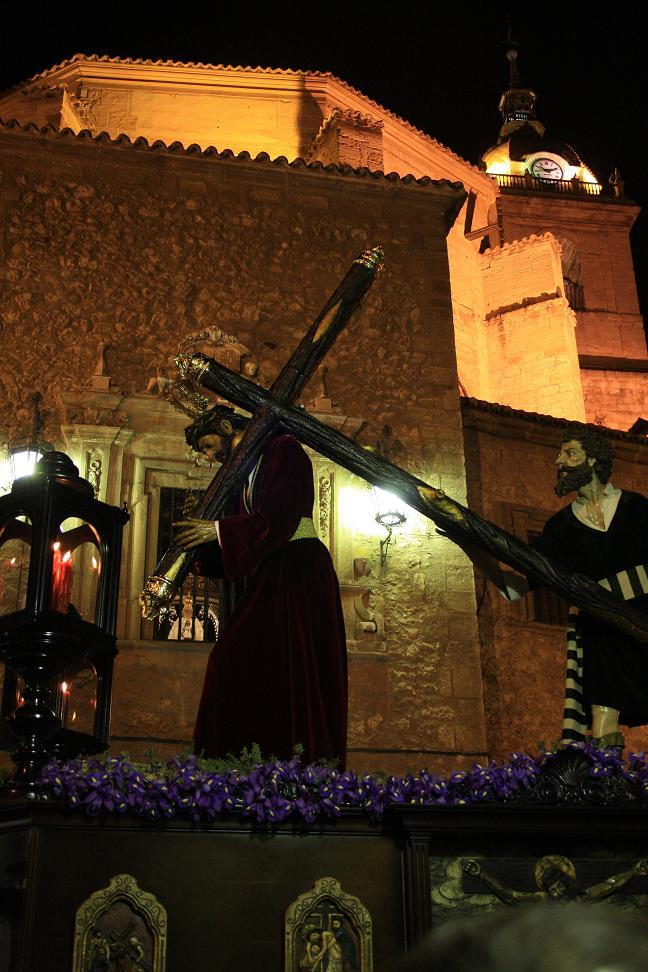
El Señor de las Penas por la catedral

Penitencial Hermandad y Cofradía de Nazarenos de Nuestro Señor Jesús de las Penas, popularmente como "Las Penas". Se ideó esta hermandad penitencial en 1991 en Valladolid, durante la celebración del III Encuentro Nacional de Cofradías de Semana Santa. De este modo y a la espera de recibir los primeros Estatutos del Obispado, celebró su Asamblea Constituyente en diciembre de 1992 y el 12 de febrero de 1993 le llegó la aprobación eclesiástica.
La imagen del Señor de las Penas, representa a un Nazareno, obra del escultor talaverano Víctor González Gil, fallecido cuando procedía a su terminación por lo que fue terminada y policromada por el escultor Faustino Sanz Herranz. La imagen ha sufrido varias restauraciones siendo la más importante la sufrida en 2010, realizada por el escultor imaginero de origen rumano Logigan Tudor. Así mismo, las manos originales de la talla fueron sustituidas por otras de mejor calidad del cordobés González Jurado. El Señor es ayudado a llevar la cruz por Simón Cirineo, obra del citado imaginero cordobés de 2006.
Aunque establecida canónicamente en la Parroquia de Santo Tomás de Villanueva, desde el año 2007 inicia su procesión desde el Monasterio de Santa Isabel y San Antonio Abad de las Reverendas Madres Carmelitas Descalzas de Ciudad Real, siendo esta una de las salidas de cofradías más bellas y emotivas de la Semana Santa ciudadrealeña.

## Miércoles Santo por la tarde

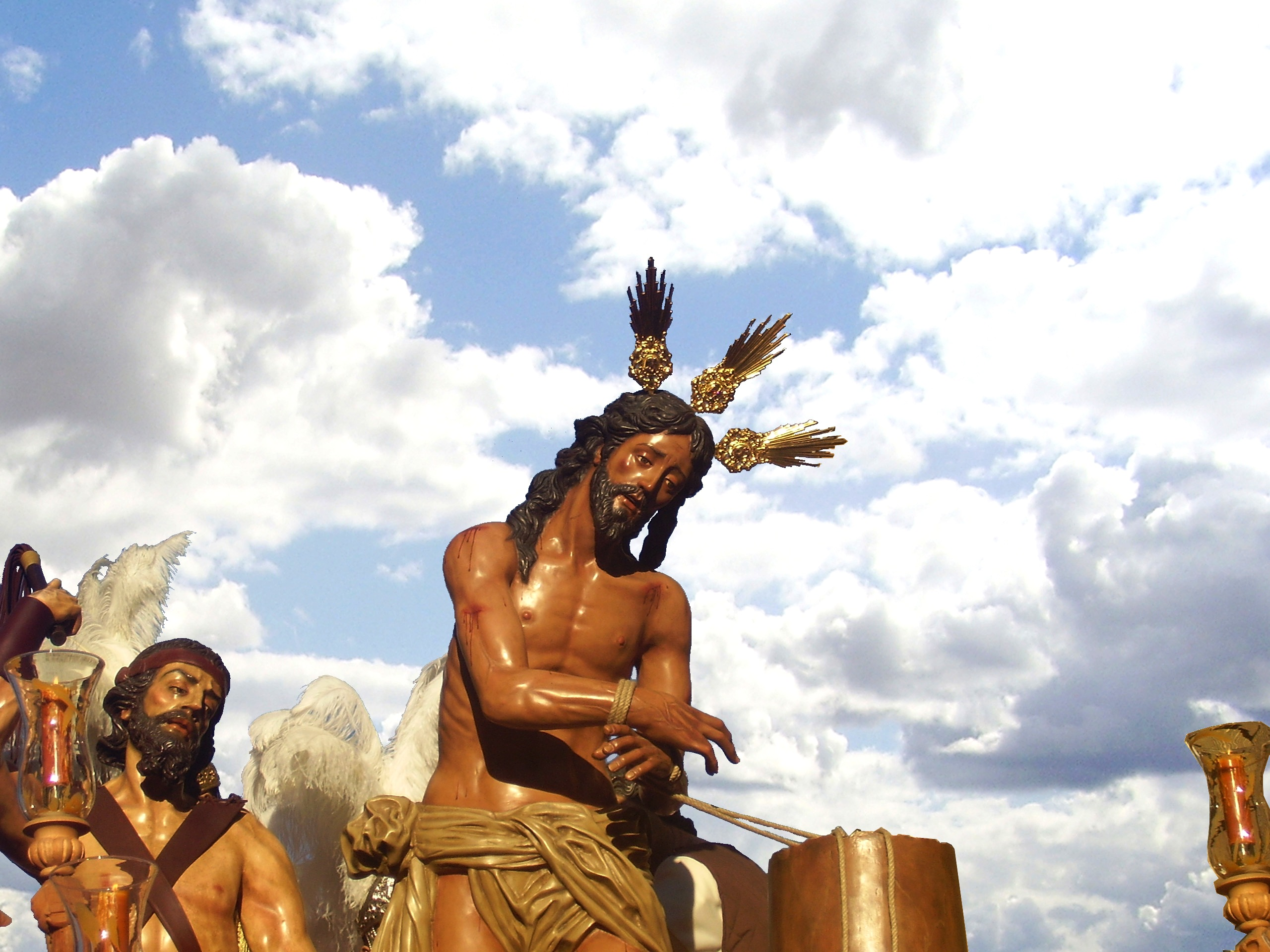
Nuestro Padre Jesús de la Bondad

Hermandad de Nazarenos de la Flagelación de Nuestro Padre Jesús de la Bondad y María Santísima del Consuelo, popularmente como "La Flagelación". Fundada el 23 de marzo de 1983, encargada la realización en 1988, de la imagen de María Santísima del Consuelo al escultor sevillano Manuel Ramos Corona, la finalizó al año siguiente. A finales también de 1989 se encargó al escultor sevillano Fernando Castejón, la imagen de Ntro. Padre Jesús de la Bondad que en diciembre de 1991 llegó a Ciudad Real. En 1997 se incluyeron en el paso de Jesús de la Bondad las imágenes de un sayón y un soldado romano del escultor sevillano Manuel Ramos Corona. En el 2000 estrenó una nueva imagen en el paso de misterio, un sayón en actitud de flagelar al Señor. Al año siguiente también se estrenó la imagen de un sanedrita realizado por D. Manuel Ramos Corona para el paso de misterio. El paso del misterio es de estilo barroco estrenado en 2003. Actualmente está en fase de talla y una vez finalizada será dorado en oro. El paso lleva candelabros de guardabrisas y faldones en terciopelo granate.
La Virgen del Consuelo viste saya en terciopelo azul bordada en oro y toca de sobre manto en mall bordada en oro. Luce corona en metal sobredorado y en su pecherín lleva pendido un broche con su nombre en plata y la medalla de oro de hermandad. El manto es liso de color granate. En la mano izquierda lleva unas flores de azahar en metal plateado. El paso del palio es de orfebrería en metal plateado con respiraderos, varales, peana, llamador, jarras, candeleros y candelabros. En la calle del paso va la imagen de la Inmaculada Concepción.

## Jueves Santo por la Madrugada
Hermandad del Stmo. Cristo de la Buena Muerte y la Stma. Virgen del Mayor Dolor (Silencio), popularmente como "El Silencio". 

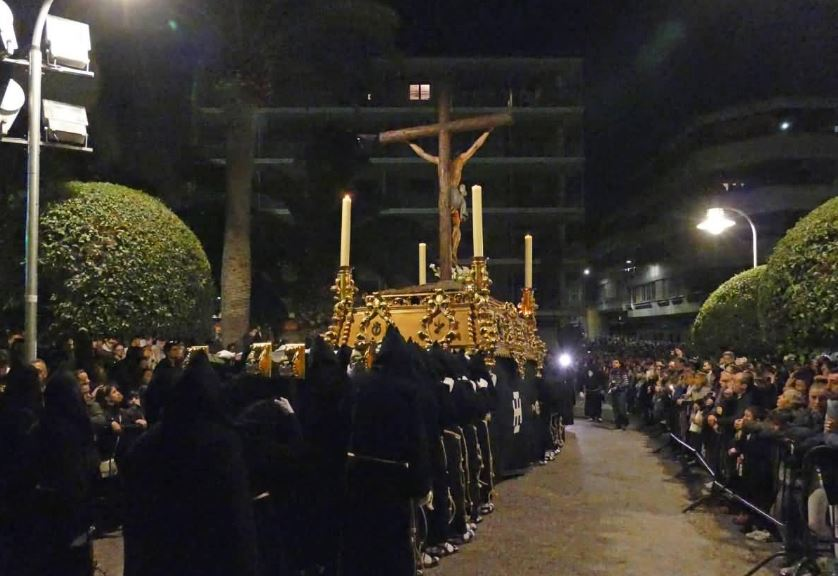
Cristo de la Buena Muerte

Esta Hermandad es una de las de más renombre en Ciudad Real, por el gran número de hermanos y el horario al que procesiona. Es la más antigua de las cofradías creadas tras la contienda civil y la primera que tuvo dos imágenes titulares. Fue fundada en el año 1942 por Elías Gómez Picazo y doce jóvenes más, hizo su primer desfile penitencial al año siguiente, a las 5 de la mañana del Jueves Santo. Hasta 1974, la Hermandad del Silencio tuvo dos secciones distintas, que se fusionaron a partir de ese año. 
Sus imágenes titulares son el Stmo. Cristo de la Buena Muerte y Ntra. Sra. del Mayor Dolor, ambas talladas por José María Rausell y Francisco Llorens. Ambas imágenes van portadas sobre pasos llevados por portadores exteriores, siendo la única Hermandad de Ciudad Real que mantiene este sistema de porteo.
Durante algunos años la Hermandad desfiló con el Cristo de la Misericordia, Cristo que tras diversos avatares en la actualidad se encuentra en la Parroquia de San José Obrero en el Barrio de Larache.

## Jueves Santo por la tarde

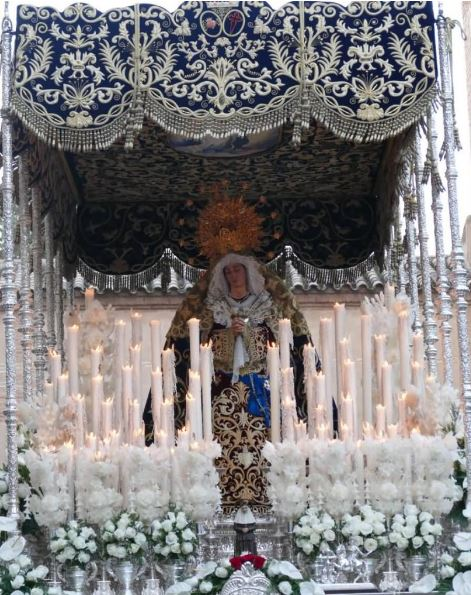
Dolorosa de Santiago

La Procesión Pasionaria de la Parroquia de Santiago protagoniza la tarde del día del Amor Fraterno. Cada Jueves Santo, procesionan por nuestras calles cuatro Cofradías que inician su recorrido desde el Guardapasos, salvo la Santa Cena que lo hace desde el Recotorado de la Universidad de Castilla-La Mancha. Antiguamente, antes de la Guerra Civil, esta procesión era conocida como la de la Santa Espina, pues era organizada por aquella Hermandad, que portaba un hermoso relicario con una espina de la corona del Señor, donada a la Parroquia de Santiago por el rey Alfonso X, según nos ha transmitido la tradición. Dicho Paso fue destruido en la Guerra y no pudo recuperarse, ni el Paso, ni la Hermandad, la cual a principios del siglo XXI, intentó ser reorganizada sin éxito.
Hermandad Sacramental de la Santa Cena y María Stma. del Dulce Nombre (Estudiantes), popularmente como "La Cena o Los Estudiantes". Hermandad fundada en 1960, desde la creación de la Universidad castellano-manchega está muy vinculada a ella. Es el paso más pesado (3,5 toneladas las imágenes) de la Semana Santa ciudadrealeña y es empujado desde dentro por diez hermanos. El segundo paso es Santa María del Dulce Nombre, obra de Jesús José Méndez Lastrucci que debió procesionar por primera vez en 1998 pero se suspendió la carrera por la lluvia, haciéndolo en 1999.

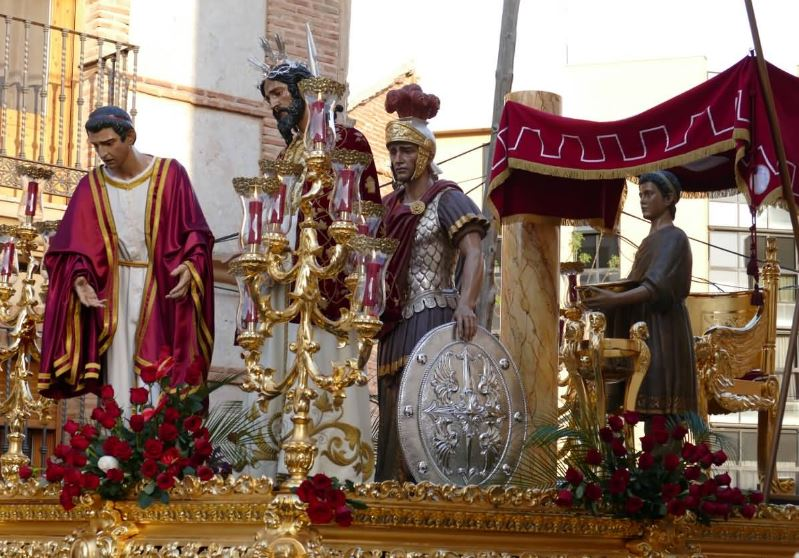
Misterio del Ecce Homo

Hermandad del Ecce Homo, popularmente como "Pilatos". Que tengamos constancia, su fundación data del siglo XVIII. El primer paso (1911) era obra del escultor Zapater, que fue destruido durante la guerra civil española. En el año 1941 siendo hermano mayor Lorenzo Sánchez León y tras la reorganización de la cofradía, se adquirió un paso en Olot (de escaso valor artístico) con fondos de la suscripción de Semana Santa, que pronto se sustituyó por el actual, encargado en 1942 al escultor Antonio Illanes Rodríguez, que talló las imágenes de Cristo, Pilatos y el soldado.

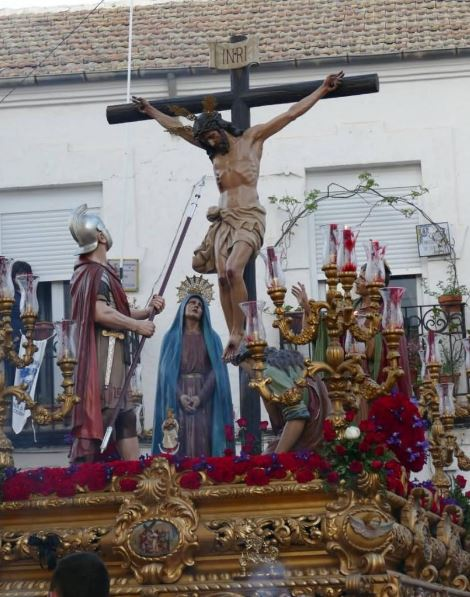
Misterio del Santísimo Cristo de la Caridad

Hermandad del Stmo. Cristo de la Caridad, popularmente como "Longinos". Se fundó en 1612. La Cofradía fue reorganizada en 1908, año en el que se adquirió un nuevo paso. En 1936 fue destruido el segundo paso con el que contó la hermandad cuyo autor era el escultor Zapater y contaba con las mismas imágenes que el actual. En 1941 la Hermandad adquirió un Cristo mediante suscripción popular. Las figuras complementarias del misterio, fueron costeadas por la C.N.S. Esta obra de escaso valor artístico procesionó hasta 1944. De 1945 datan tanto el Cristo como el resto de imágenes del misterio actual, obra del escultor barcelonés Claudio Rius Garrich.
Hermandad de Ntra. Sra. de los Dolores, popularmente como "La Dolorosa de Santiago". Fundada el 13 de diciembre de 1831 por la Orden de los Servitas, se constituyó por 126 hermanos. En 1846 mantuvo un pleito en el Arzobispado de Toledo con la Hermandad de los Dolores de San Pedro, que se erigió en 1845, argumentando que en la misma ciudad no podía haber dos hermandades con igual advocación tal y como figuraba en su bula fundacional. En 1929 se funda como hermandad de penitencia, se estrenó un palio y un magnífico manto color negro que aún se conserva regalo del Excmo. Ayuntamiento, obra de las Madres del Servicio Doméstico. Esta Hermandad también sale en procesión la tarde del Vienes de Dolores, recorriendo las principales calles de su barrio.

## Viernes Santo por la Madrugada

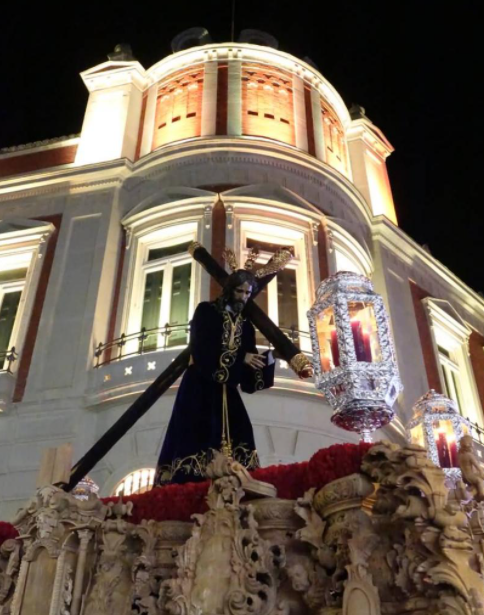
Nuestro Padre Jesús Nazareno

Antigua y Venerable Hermandad de Nuestro Padre Jesús Nazareno y María Stma. del Amparo en su Gracia y Esperanza, popularmente como "El Nazareno". Se fundó el 6 de enero de 1725 en la Sala Capitular del Convento de Nuestra Sra. del Rosario de la Orden de Predicadores para dar culto a la imagen de gran devoción en dicho convento de Jesús Nazareno. La imagen originaria se atribuía a la escuela de Martínez Montañés, dado que el primer prior dominico que hubo era de Sevilla que fueron quienes trajeron la imagen. Era una de las más veneradas de Ciudad Real tras la de la Virgen del Prado. Según se cuenta, la imagen era de gran belleza y la acreditaban como una obra de extraordinario mérito. En 1840, incomprensiblemente, fue mutilada dejándole sólo las manos y la cabeza, se le cepilló el pelo tallado y se le colocó una cabellera postiza que le caía por la espalda. Además, desfiguraron su rostro añadiéndole unos ojos de cristal, le pusieron una túnica piramidal con larga cola, moda importada de Francia. Fue destruida durante la guerra civil. 
En el año 1941 volvió a desfilar la hermandad con una imagen provisional, siendo Hermano Mayor Don Luciano Santillán. En 1942 se adquirió la actual imagen que es obra del escultor sevillano Antonio Illanes.
Actualmente está en el proceso de conclusión del Paso del Señor.
La Hermandad celebra su Función principal en el Domingo de Pasión, el quinto de Cuaresma, celebrando ese mismo día por la tarde la Procesión de Jesús Nazareno por el centro de la ciudad.

## Viernes Santo por la Mañana
La Procesión Pasionaria de la Parroquia de San Pedro Apóstol, es la procesión más antigua de la que tengamos constancia en las fuentes históricas. Se viene desarrollando desde 1599, sino es antes. Era la Cofradía del Santo Crucifijo de San Pedro, la encargada de organizar la procesión, pues durante el siglo XVII todos los pasos eran de su propiedad. Al término de esa centuria y debido a la crisis que vivió la Cofradía, cedió los pasos a otras que se fueron creando para procesionar esas imágenes. De este modo, desde 1688, procesinaban las tres Hermandades, a saber. Oración en el Huerto, Pajes de la Santa Cruz (Jesús Caído) y Crucifijo de San Pedro, que procesionaba diferentes pasos, entre otros la Coronación de espinas. Por eso en el siglo XX, durante los años 20, los ferroviarios crearonla Hermandad de la Coronación de espinas para que aquel misterio continuara procesinando, ya que la Hermandad del Cristo del Perdón dejó de hacerlo a finales del siglo XIX. De este modo, adquirió un Misterio, muy polémico, pero de una calidad artística extraordinaria a Felipe Coscolla. Este paso fue destruido en la guerra civil y en vez de reorganizarla, los ferroviarios decidieron crear otra Cofradía con el Misterio del Encuentro del Señor con la Virgen. Por último, la Virgen de la MIsericordia fue el último paso que se incorpora a esta procesión en 1986.

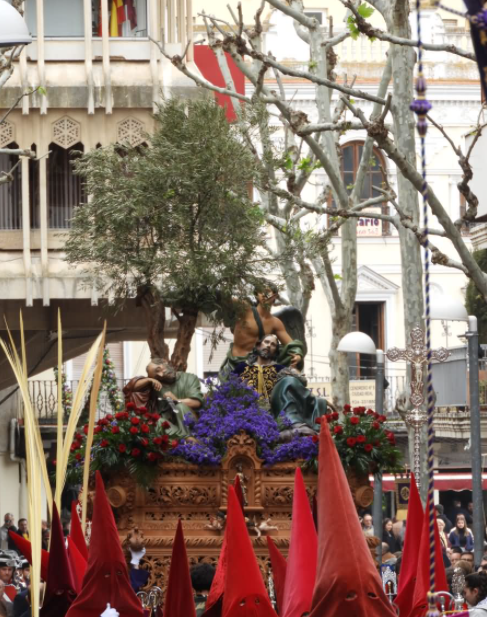
Misterio oración en el huerto

Hermandad de la Oración en el Huerto de Ciudad Real, popularmente como "La Oración en el Huerto". Fundada en 1688 en la Parroquia de San Pedro. En ese año la Cofradía del Santo Crucifijo cedió el Paso de la Oración en el Huerto a esta nueva hermandad, por falta de cofrades que no podía sacar a la calle todos los pasos. Se reunieron varios eclesiásticos y devotos, fundando en el referido año la hermandad para poderlo sacar en procesión. En el año 1906 se reorganiza esta Cofradía. Ese mismo año su Hermano Mayor Ezequiel Naranjo junto con otros cofrades, cambiaron a un nuevo misterio inspirado en el de Salcillo, tallado por el escultor murciano Venancio Marco. En la guerra civil el misterio y el patrimonio de la Hermandad fue destruido. En 1945, en el domicilio de la hermandad de labradores, se reorganiza la cofradía. En 1946 procesionó con un nuevo paso del escultor Luis Marco Pérez, también inspirado en el de Salcillo de Murcia.
Cofradía del Encuentro Hermandad Ferroviaria de San Rafael Arcángel y Ntra. Señora de Alarcos, popularmente como "El Encuentro o Los Ferroviarios". La Hermandad quiso ser continuadora de la del Stmo. Cristo de la Coronación que procesionó por las calles de Ciudad Real hasta la primera década del siglo XX. Refundada en 1925-26 con el nombre de Cofradía de la Coronación de Espinas desapareció durante la guerra civil y se reorganizó en 1946 cambiando a su actual nombre del "Encuentro". Se adscribe la Iglesia Parroquial de San Pedro Apóstol.
Tras la contienda, se cambió la advocación y el paso representa a Jesús con la cruz a cuestas en la calle de la amargura en el encuentro con su Madre y las mujeres de Jerusalén al que acompaña un romano. El misterio es obra de José María Rausell y Francisco Llorens.
Hermandad de Ntro. Padre Jesús Caído, popularmente como "El Comercio". 
Fundada en 1605 con el nombre de Santa Cruz, para dar culto a una reliquia de la Cruz de Cristo que se conservaba en la Parroquia de San Pedro y que llegó a Ciudad Real en 1599 traída por el P. Juan Bautista Pacheco de la Compañía de Jesús autorizado por el Papa Clemente VIII. En 1652 ayuda a sacar el paso del Stmo. Cristo de Jesús con la Cruz a cuestas, de la Hermandad del Stmo. Cristo de San Pedro al estar esta en momentos bajos. 
Hermandad del Santísimo Cristo del Perdón y de las Aguas también conocida como 'Las Tres Cruces'. Fundada en 1595 es una de las hermandades más antiguas de la ciudad. Vinculada al gremio de la sanidad.La advocación del titular obedece a que el Cristo se hallaba frente a la antigua cárcel de la Santa Hermandad (actual edificio de Hacienda) y los reos de muerte imploraban el perdón antes de ser ejecutados. La advocación de "las Aguas" era debida a que en ocasiones se sacó la imagen del Señor en rogativa tras períodos de sequía. El paso de la hermandad es un gran misterio que representa a Cristo crucificado entre Dimas y Gestas y al pie de las cruces María Magdalena, María, su madre, y San Juan Evangelista. Todo el misterio es obra de Luis Marco Pérez del año 1943.
Hermandad de la Santísima Virgen de la Misericordia. Hermandad fundada en el año 1985. Se creó en el seno de la Parroquia de San Pedro siendo una hermandad eminentemente juvenil. Posee un único paso de una dolorosa sin palio ni candelería, portada por 38 costaleros. La imagen es obra de Juan Ventura del año 1989.

## Viernes Santo por la Tarde
Esta es la Procesión Oficial de la Semana Santa de Ciudad Real. Dicha Procesión del Santo Entierro está formada por cinco Cofradías pertenecientes a la Parroquia de Santa María. Todas visten hábitos negros. Es el luto por la Muerte del Señor. Es una de las procesiones más largas de la Semana Santa, pues todas vienen de lugares diferentes y se unen en la Plaza de la Merced. A saber: de la Santa Iglesia Catedral, las Cofradías del Cristo de la Piedad y de la Dolorosa (Ave María); de la ermita de los Remedios, el Santo Descendimiento; de la iglesia de la Merced, la Virgen de las Angustias y del Guardapasos el Santo Entierro. 
En 1994 se acordó crear un recorrido oficial para esta procesión, debido al desorden y cortes que se creaban entre las hermandades. Desde ese año se ha conseguido un orden y un cumplimiento de horarios admirable y ejemplar.
Antes de la Guerra Civil abría esta procesión unos de los Pasos más bellos de aquella Semana Santa: la Enclavación, que representaba el momento en que Cristo era clavado a la Cruz. Tras la contienda no se pudo reorganizar aquella hermandad formada por los carpinteros de la ciudad. En cambio se creó la Hermandad de Nuestra Señora de las Angustias, formada únicamente por excombatientes de la Guerra Civil y de la División Azul.
Hermandad del Stmo. Cristo de la Piedad, popularmente como El Cristo de la Piedad. Se fundó en 1616 teniendo como titular una imagen de Cristo Crucificado del mismo escultor del Retablo Mayor de la Iglesia Santa María la Mayor. En los últimos años del siglo XIX y primeros del XX, la hermandad estaba casi extinguida. En 1946 se redactaron nuevos estatutos y ese mismo año se realizó el actual Cristo que es obra de Castillo Lastrucci. Este Cristo tiene la firma de su escultor en la espalda y dentro de uno de sus pies tiene un pergamino con la firma del escultor y los hermanos que estuvieron en el proceso de realización y gestión del Cristo. En el año 2008 estrenan nuevo paso portado por 32 costaleros.
Humilde y Fervorosa Hermandad y Cofradía de Nazarenos del Santísimo Cristo del Amor en su Santo Descendimiento. Fundada desde 1688 estuvo vinculada al gremio de la construcción. Posee uno de los misterios más impresionantes de la ciudad. Se corresponde con el momento de la bajada del cuerpo de Cristo de la cruz. El misterio fue realizado por el imaginero conquense Luis Marco Pérez en 1944. El paso es portado por 44 costaleros y efectúa su estación de penitencia desde la Ermita de los Remedios uniéndonse para hacer carrera oficial con el resto de hermandades en el Pasaje de la Merced.
Hermandad de la Santísima Virgen de las Angustias. Hermandad fundada en 1944 por excombatientes y miembros de la División Azul por lo cual tiene un marcado carácter militar en sus insignias. El grupo escultórico obra de Luis Marco Pérez es una Piedad con Cristo muerto en sus brazos y una cruz con sudario que responde a la típica iconografía del momento en que la Virgen María recibe el cuerpo de su hijo muerto. El paso es portado por 39 costaleros. Realiza estación de penitencia desde la Iglesia de la Merced dónde se une a la carrera oficial.
Real Hermandad del Santo Entierro. Hermandad que data su fundación en el año 1689. Antiguamente esta hermandad poseía una vistosa centuria romana que desapareció en los años 40 del siglo XX. Posee un pasos: Cristo muerto en el sepulcro, obra del imaginero Claudio Rius que es portado a costal por treinta y cinco costaleros. 
Hermandad de Nuestra Señor de los Dolores (Ave María). Fue fundada en 1692 como Congregación del Ave María. Posee un único paso con una dolorosa bajo palio obra del imaginero sevillano Antonio Castillo Lastrucci. La primitiva imagen parece ser fue obra de la célebre escuela andaluza de la Roldana. El paso es un palio de grandes dimensiones portado a costal por 48 hermanos. La entrada en la catedral de la Virgen en la madrugada del viernes al Sábado Santo es uno de los momentos más bellos de la Semana Santa ciudadrealeña.

## Sábado Santo

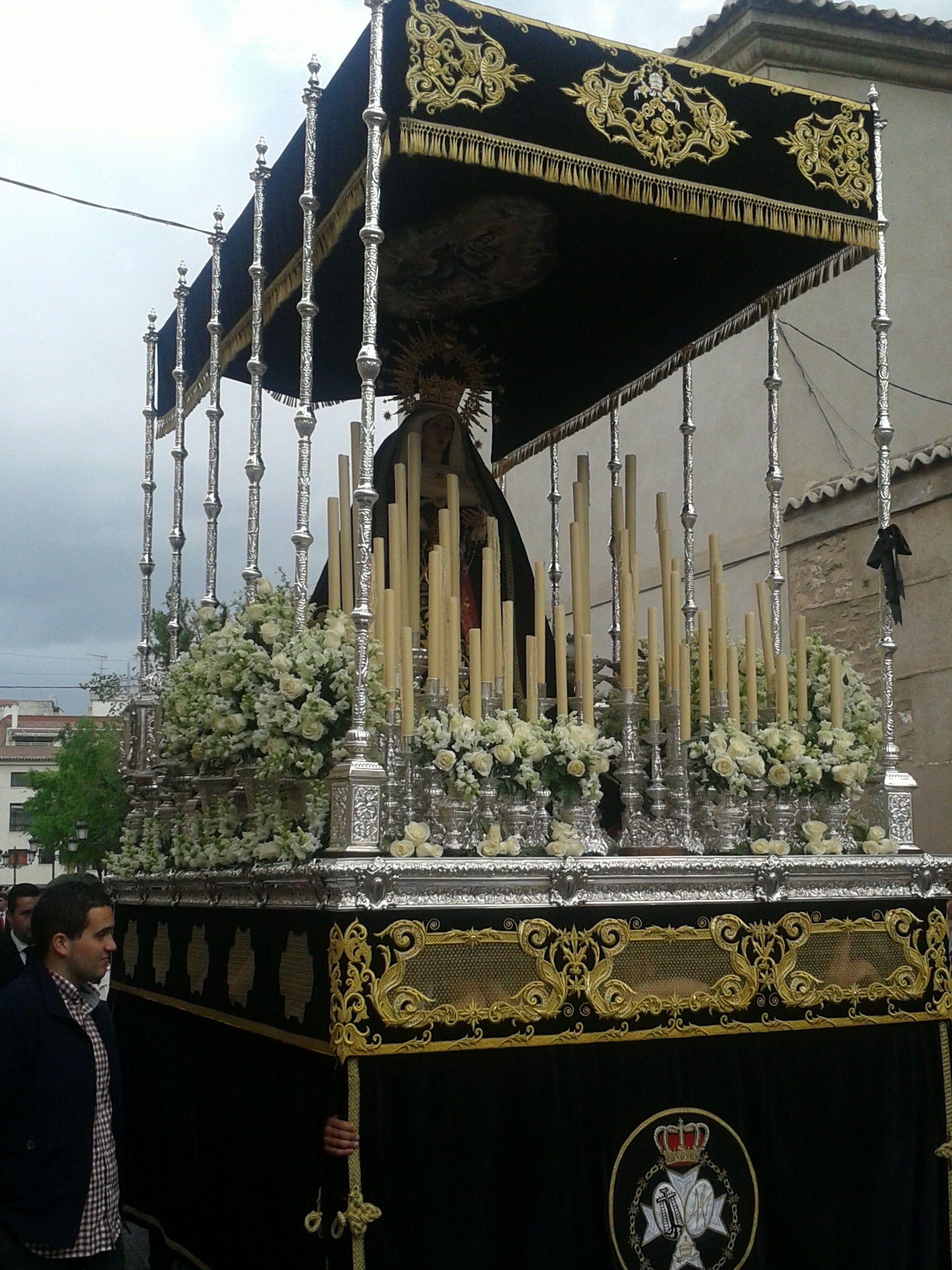
Virgen de la Soledad de Ciudad Real 2014

Real Cofradía de Ntra. Sra. de la Soledad, Tercio de los Siete Dolores, Santa Cruz en el Monte Calvario y María Stma. de la Amargura y San Juan Evangelista, popularmente como "La Soledad". Está documentada su existencia ya en 1565. En el año 1928 se dotó a la imagen de carroza y dosel de plata. Según parece la imagen era del siglo XVII. Desapareció en el año 1936 al igual que los enseres. En 1941 volvió a desfilar el Viernes Santo a las 10:30 de la noche con una nueva imagen perteneciente al sevillano José Rivera que fue sustituida en 1945 por la actual de la gubia del escultor Luis Marco Pérez. En 1945 salió de nuevo el paso de la Santa Cruz. En el año 1975 se añadió la Virgen de la Amargura (anterior imagen de la Soledad de José Rivera) al paso de la Cruz, Virgen que en el desfile procesional lleva un manto de terciopelo color rojo. En 2004 se le añadió la imagen de María Magdalena del escultor sevillano Darío Fernández Parra y en 2007 se un nuevo San Juan del mismo escultor para el paso de misterio.
El año 1981 la Virgen de la Soledad volvió a ser portada a hombros de costaleros y en 1982 volvió a lucir palio, por lo que desde entonces, los costaleros tienen que sacar el paso de rodillas para que pueda salir por la puerta. 
Tanto el paso de palio como el de misterio son portados por 35 costaleros cada uno.

## Domingo de Resurrección
Jesús Resucitado, popularmente como "El Resucitado". Cada año preside esta procesión, por turno, una representación de una Cofradía distinta. El resto de las Hermandades de la Semana Santa de Ciudad Real, componen el desfile con una pequeña representación, con sus túnicas y estandartes a modo de resumen de las procesiones pasadas. El paso del Resucitado está constituido por las imágenes de Jesús saliendo triunfante del sepulcro y rodeado por tres soldados romanos con expresión de estupor. Son obra, estas imágenes, del escultor manchego Joaquín García Donaire. Este misterio es el que más polémica ha despertado, pues, pese a ser un gran conjunto escultórico, no agrada la desviación de las líneas barrocas y policromía tradicional de las imágenes de Semana Santa. Incluso se llegó a policromar, pero visto el resultado se volvió a dejar con el color mate original. El año 1998, se estrenó la imagen de María Santísima de la Alegría, realizada por Jesús J. Méndez Lastrucci, portada a costal en ese primer año por una cuadrilla de mujeres. En 1999 se realizó por el mismo escultor, una nueva imagen ya que la anterior no terminó de gustar.
Debido al mal estado en el que encontraba el misterio, la Asociación de Hermandades de la Semana Santa ciudadrealeña, decidió sustituir la imagen de García Donaire, por una nueva que se bendijo en la Catedral de Ciudad Real el 23 de noviembre de 2019, obra del escultor sevillano Manuel Martín Nieto, que debería haber hecho su primera estación de penintencia en la primavera de 2020, y debido a la pandemia de covid, no se pudo realizar, pudiendo procesionar por primera vez en la Semana Santa de 2022 con los sones de la Agrupación Musical Santo Tomás de Villanueva. Recibe culto en la Catedral de la ciudad, y la antigua imagen está expuesta en el museo diocesano, a la espera de la realización de un museo monográfico de Semana Santa en la capital manchega.